# Курус Ігор Федорович
Ігор Федорович Ку́рус (народився 2 січня 1970 в місті Стебник Львівської області) — український журналіст, громадський діяч. Координатор Громадської кампанії «За відповідальну владу». Директор Міжнародного фонду Івана Франка.

## Освіта
- 1997 — закінчив Київський інститут культури за спеціальністю «Народна художня творчість»,
- 2003 — закінчив Державну академію керівних кадрів культури та мистецтв і здобув кваліфікацію соціолог культури.

## Кар'єра
- 1992—1993 — менеджер зі зв'язків з телерадіоорганізаціями Дирекції Всеукраїнського фестивалю «Червона рута».
- 1995—1996 — редактор відділу газети «Теленеделя», старший редактор ТВО «Всесвітня служба радіомовлення України» в Національній радіокомпанії України.
- З березня 1996 — у Національній раді України з питань телебачення і радіомовлення.
- З 2001 — начальник організаційного відділу Національної ради.
- У квітні 2005 — член Національної ради України з питань телебачення і радіомовлення.
- з квітня 2005 — заступник голови, перший заступник Голови Національної ради.

Є автором концепції переходу телерадіомовлення на цифрові стандарти, співавтором Плану розвитку телерадіоінформаційного простору України, низки державних програм. Автор численних статей з проблем цифрової нерівності. Під його керівництвом було вперше запущено мережі цифрового телемовлення у Одеській області та у місті Києві. На півдні Одещини було апробовано розроблену ним модель забезпечення малозахищених верств населення перетворювачами цифрового телевізійного сигналу.
- з грудня 2010 по червень 2012 року — керівник Національного проєкту «Відкритий світ».
- головний редактор тижневика «Каменярі» (м. Дрогобич).
- член Національної експертної комісії України з питань захисту суспільної моралі.
- директор Міжнародного фонду Івана Франка.

## Політична і громадська діяльність
- В 2012 під час парламентських виборів кандидат в народні депутати України.[2] за округом № 121 у місті Дрогобич.
- З червня 2013 — координатор Громадської кампанії «За відповідальну владу».[3]
- Ініціатор і один із співавторів законопроєкту «Про вотум недовіри посадовим особам»[4], у разі прийняття якого  Верховною Радою України громадяни матимуть можливість реагувати на свавілля та бездіяльність чиновників, суддів, депутатів, міських та сільських голів.
- Під час Євромайдану був координатором Громадської ради Майдану[5]. На прес-конференції 9 січня озвучив головну мету Громадської ради Майдану[6], а також вимогу до опозиції про блокування роботи парламенту для того, щоб не дозволити прийняти бюджет і заставити владу виконати вимоги Майдану[7] ця пропозиція була винесена на перший форум Євромайданів, який відбувся 11-12 січня в Харкові.[8]
- Делегат Всеукраїнських форумів Євромайданів. За його ініціативи на Одеському форумі Євромайданів делегати проголосували за звернення до депутатів Верховної Ради про висловлення недовіри Генеральному прокурору України.[9]
- Ініціатор створення на київському Євромайдані навчально-тренінгового проєкту для громадських активістів «Майдан-Січ»[10]
- Ініціатор та співавтор законопроєкту «Про право громадян ініціювати розгляд нормативних документів органами влади та місцевого самоврядування»[11][12], який передбачає створення петицій на спеціальній веб сторінці та збір підписів під такими зверненнями. У разі підписання протягом 30 днів петиції 0,5 % громадян, що мають право голосу, вона обов'язкова для розгляду органами влади.
- Автор та розробник «Позитивіської концепції влади»[13], яка покликана змінити мотивації посадовців і змінити діючу систему влади. В основі концепції закладено принцип бонусного заохочення найвищих посадових осіб та депутатів, від яких залежить прийняття рішення[14].
- З квітня 2015 — Голова правління Українського центру прямої демократії[15], який створений для впровадження в Україні елементів прямої демократії та розробки нових підходів — петиції, в комунікацію громадян, суспільства і державних органів задля розвитку громадянського суспільства, розвитку місцевого самоврядування та реалізації 5 статті Конституції України.[16]

## Книги
Серія видавництва Фоліо «TeenBookTo»
- «Знайти Атлантиду. Книга 1. Подорож у безодню» (Харків: «Фоліо», 2020) ISBN 978-966-03-9254-0[17]
- «Знайти Атлантиду. Книга 2. Втрачена цивілізація» (Харків: «Фоліо», 2022) ISBN 978-966-03-9796-5[18]
- «Знайти Атлантиду. Книга 3. Прадавній код» (Харків: «Фоліо», 2024) ISBN 978-966-03-7832-2[19]